# Länsiriutat (ö i Egentliga Finland)
Länsiriutat är en ö i Finland. Den ligger i Bottenhavet och i kommunen Gustavs i den ekonomiska regionen  Nystadsregionen i landskapet Egentliga Finland, i den sydvästra delen av landet. Ön ligger omkring 75 kilometer väster om Åbo och omkring 220 kilometer väster om Helsingfors.
Öns area är 0,7 hektar och dess största längd är 140 meter i nord-sydlig riktning.